# Corazón Púrpura
El Corazón Púrpura (en inglés: Purple Heart) es una condecoración de las Fuerzas Armadas de los Estados Unidos con el perfil del general George Washington, otorgada en nombre del presidente a aquellos que han resultado heridos o muertos en servicio después del 5 de abril de 1917. El Salón Nacional de Honor del Corazón Púrpura se encuentra en New Windsor, Nueva York. Anteriormente denominada Insignia del Mérito Militar, que era un parche de tela cosido en forma de corazón de color púrpura, es la condecoración más antigua que aún otorgan las Fuerzas Armadas estadounidenses, siendo solo superada por el ya obsoleto Medallón de la Fidelidad.

## Criterio
El Corazón Púrpura será entregado a todo el personal militar de cualquier rama de las fuerzas armadas, en nombre del presidente, que mientras su servicio activo haya sido herido o muerto bajo las siguientes premisas;
1. En cualquier acción militar de los Estados Unidos contra algún enemigo.
2. En cualquier acción militar de alguna o algunas fuerzas armadas extranjeras donde el ejército de los Estados Unidos haya estado involucrado.
3. Sirviendo con una fuerza armada extranjera aliada en conflicto con otra fuerza armada extranjera enemiga, en la cual los Estados Unidos no son una parte beligerante.
4. Como resultado de cualquier acto perpetrado por cualquier fuerza armada enemiga.
5. Como resultado de un acto hostil de cualquier fuerza enemiga.
6. Después del 28 de marzo de 1973, como resultado de cualquier ataque terrorista en contra de los Estados Unidos hecho por cualquier nación extranjera.
7. Después del 28 de marzo de 1973, como resultado de cualquier operación militar para mantener la paz, fuera del territorio de los Estados Unidos.
8. Después del 7 de diciembre de 1941, por cualquier herida como resultado de un arma de fuego en una acción militar, sin importar el origen del fuego.
9. Por ser apresado como prisionero de guerra o ser capturado.
10. Por cualquier herida que necesite tratamiento de algún oficial médico.